# Meghan Ory
Meghan Ory (sinh ngày 20 tháng 8 năm 1982) là một nữ diễn viên người Canada.
Cô được biết đến nhiều nhất với vai diễn Red Riding Hood / Ruby trong bộ phim truyền hình ABC Once Upon a Time và cũng đóng vai chính trong bộ phim truyền hình CBS tình báo ngắn ngủi Riley Neal. Ory hiện đang đóng vai chính trong bộ phim truyền hình gia đình Hallmark Chesapeake Shores vai Abby O'Brien.